# Revolution Renaissance
I Revolution Renaissance sono stati una band power metal fondata dal chitarrista Timo Tolkki dopo la rottura con gli Stratovarius nel 2008.
L'album di esordio New Era era stato originariamente scritto da Tolkki per gli Stratovarius (il cui nome avrebbe dovuto essere appunto Revolution Renaissance).
Nel luglio 2010 Tolkki decide di sciogliere la band.

## Formazione
- Timo Tolkki - chitarra
- Bruno Agra - batteria
- Bob Katsionis - tastiere
- Gus Monsanto - voce
- Justin Biggs - basso

## Ex-componenti
- Mike Khailov - tastiere (2008-2010)

### Ospiti
- Michael Kiske - voce (Helloween, Ill Prophecy, Place Vendome, Supared, Angel, Unisonic)
- Tobias Sammet - voce (Edguy, Avantasia)
- Pasi Rantanen - voce (Thunderstone)
- Pasi Heikkilä - basso (45 Degree Women)
- Joonas Puolakka - tastiere
- Mirka Rantanen - batteria (Thunderstone)
- Magdalena Lee - voce (Tears of Magdalena)

## Discografia

### Demo
- 2008 - Demo's 2008

### Album in studio
- 2008 - New Era
- 2009 - Age of Aquarius
- 2010 - Trinity